# 3147 Samantha
3147 Samantha (originariamente chiamato "1976 YU3") è un asteroide della fascia principale.
Ha un periodo orbitale di 3,71 anni (pari a 1354,5 giorni). La distanza dal Sole al perielio è di circa 1,60 UA (unità astronomiche) e di circa 3,19 UA all'afelio. Ha un diametro approssimativo di 12 km.
Fu scoperto il 16 dicembre 1976 dall'astronoma Ljudmila Ivanovna Černykh. L'Unione Astronomica Internazionale (IAU) lo ha battezzato in onore di Samantha Smith, una giovane attivista per la pace, il 28 febbraio 1987, poco più di un anno dopo la sua morte.